# 吉良義昭
吉良義昭（?—?），日本戰國時代的武將。三河國西條吉良氏當主。父親是吉良義堯。

## 生平
生年不詳，家中三男。西條吉良氏最初由長兄義鄉繼承，在義鄉死去後，由次兄義安繼承。因為在東條吉良氏的吉良持廣死去後，兄長義安繼承其家督，於是繼承西條吉良氏的家督。
天文18年（1549年），駿河國戰國大名今川義元進攻織田氏家臣兼安祥城城主織田信廣，因為兄長義安協助織田氏，被今川軍捕獲並送到駿府，而自身則因為投向今川軍，因此受義元之命，繼承東條吉良氏。由此，東西的吉良氏統一，並臣從於今川家。
永祿3年5月19日（1560年），在義元在桶狹間之戰中戰死，今川氏對三河國的支配力減退後，失去後援。松平元康（後來的德川家康）乘機從今川氏之下獨立，並進攻吉良氏。在善明堤之戰、藤波畷之戰後，於永祿4年（1561年）被迫向松平氏降伏，此後，被移住至岡崎。
永祿6年（1563年），在西三河爆發三河一向一揆後，與三河一向宗結成同盟，再次與家康戰鬥，不過在東條城被攻陷後，被迫從三河撤退（在戰敗後仍然留在三河，不過不久後離開，原因被推測是生活窮困）。此後，逃到近江國，最後在攝津國芥川死去。
兄長義安繼承吉良氏的家督得到承認，三河吉良氏被允許存續。此後，三河吉良氏在江戶幕府之下，並成為高家，子孫有赤穗事件的吉良義央。因為赤穗事件的影響，吉良氏在義央的嗣子義周一代被改易。

## 登場作品

### 影視劇
- 怎麼辦家康（2023年、NHK大河劇、演：矢島健一）

## 外部連結
- 武家家伝＿三河吉良氏 （页面存档备份，存于）